# 15 de Agosto
15 de Agosto ist ein osttimoresischer Ort im Suco Seloi Malere (Verwaltungsamt Aileu, Gemeinde Aileu).

## Geographie
Der Weiler 15 de Agosto liegt an der Nordostgrenze der Aldeia Cotbauru auf einer Meereshöhe von 982 m, nah am Rand der Gemeindehauptstadt Aileu. Der Großteil der Siedlung besteht aus zwei parallel zwischen zwei Straßen aufgereihten Häusern gleicher Bauart. Von der Siedlung aus führen Straßen in Aileus Stadtteile Kabasfatin und Malere und den Nordwesten der Stadt. Eine vierte Straße durchquert die Aldeia Cotbauru zum Dorf Cotbauru, an der Westgrenze des Sucos Seloi Malere.